# 芳町 (花街)
芳町（よしちょう）は、東京都中央区日本橋人形町の旧町名、花街。葭町とも表記する。

## 沿革
芳町を含む現在の日本橋人形町周辺はかつて「元吉原」と呼ばれる遊里（遊廓）が設置され繁栄を極めていた。しかし、江戸市域の拡大や1657年の明暦の大火により、浅草への遊郭移転（新吉原）がなされ、元吉原は私娼窟となった。その後中村座をはじめ歌舞伎の芝居小屋も立ち並ぶようになった。それに付随して陰間茶屋が生まれ、若衆と呼ばれる10代から20代初頭の少年が客を取るようになりはじめた。当時の役者は男娼を兼ねていた。それが、後の芳町花街の始まりであった。
天保12年（1841年）、中村座の焼失で芝居小屋群は浅草の猿若町に移転し、その後の天保の改革で江戸市中の岡場所（非公認の花街、遊廓）が取り潰され、深川から逃れてきた芸妓が移り住み、芳町は芸妓の花街となった。幕末には24人の芸妓がいたといい、柳橋と霊岸島の両花街の間に挟まって押され気味だったが、明治初期に隣接の蛎殻町が米穀相場の町となって以来、俄然活気を帯びた。明治、大正、昭和にかけて繁栄を極め、日本で最初の女優となった川上貞奴や芸妓から歌手に転向した勝太郎ら名妓を輩出した。大正期には、「白首」（しろくび）と呼ばれる私娼が登場し蛎殻町周辺で客を取り風紀を乱していた。昭和初期には柳橋と霊岸島を合わせても及ばないほど繁栄し、置屋が240軒、芸妓700人を数え、待合は140軒弱、料理屋は5、6軒あり、その大半は蛎殻町界隈に集中していた。
第二次世界大戦による営業停止、東京大空襲の被害を乗り越え、花街は昭和24年（1949年）、芸妓278名、置屋177軒、料亭、待合あわせて121軒で復興された。
しかし、高度経済成長期後は衰退し、昭和52年（1977年）の町名改正で町名としての芳町が消滅した。芸妓、料亭も減少し、2010年（平成22年）現在、料亭は『玄冶店 濱田家』ただ1軒となり、芸妓16名となった。それでも、久松をはじめ少数の芸妓が花街の伝統を守り伝える努力をしている。